# Gymnommopsis gagtea
Gymnommopsis gagtea är en tvåvingeart som beskrevs av Townsend 1927. Gymnommopsis gagtea ingår i släktet Gymnommopsis och familjen parasitflugor. Inga underarter finns listade i Catalogue of Life.